# Vitalij D'jakov
Vitalij Aleksandrovič D'jakov (in russo Виталий Александрович Дьяков?; Krasnodar, 31 gennaio 1989) è un ex calciatore russo, di ruolo difensore.

## Caratteristiche tecniche
È un difensore centrale.

## Carriera

### Club
È cresciuto nelle giovanili della Lokomotiv Mosca.

## Statistiche

### Presenze e reti nei club
Statistiche aggiornate al 24 dicembre 2017.
| Stagione        | Squadra         | Campionato      | Campionato | Campionato | Coppe nazionali | Coppe nazionali | Coppe nazionali | Coppe continentali | Coppe continentali | Coppe continentali | Altre coppe | Altre coppe | Altre coppe | Totale | Totale | Totale |
| Stagione        | Squadra         | Comp            | Pres       | Reti       | Comp            | Pres            | Reti            | Comp               | Pres               | Reti               | Comp        | Pres        | Reti        | Pres   | Reti   |        |
| --------------- | --------------- | --------------- | ---------- | ---------- | --------------- | --------------- | --------------- | ------------------ | ------------------ | ------------------ | ----------- | ----------- | ----------- | ------ | ------ | ------ |
| 2011-2012       | Rostov          | PL              | 4+2        | 0          | CR              | 0               | 0               |                    | -                  | -                  |             | -           | -           | 6      | 0      |        |
| 2012-2013       | Rostov          | PL              | 25+1       | 2+0        | CR              | 3               | 0               |                    | -                  | -                  |             | -           | -           | 29     | 2      |        |
| 2013-2014       | Rostov          | PL              | 29         | 4          | CR              | 3               | 0               |                    | -                  | -                  |             | -           | -           | 32     | 4      |        |
| 2014-2015       | Rostov          | PL              | 29+2       | 4+0        | CR              | 1               | 0               | UEL                | 2                  | 0                  | SR          | 1           | 0           | 35     | 4      |        |
| 2015-2016       | Dinamo Mosca    | PL              | 20         | 3          | CR              | 3               | 0               |                    | -                  | -                  |             | -           | -           | 23     | 3      |        |
| Totale Rostov   | Totale Rostov   | Totale Rostov   | 92         | 10         |                 | 6               | 0               |                    | 2                  | 0                  |             | 1           | 0           | 101    | 10     |        |
| 2016-2017       | Tom' Tomsk      | PL              | 14         | 1          | CR              | 0               | 0               |                    | -                  | -                  |             | -           | -           | 14     | 1      |        |
| 2016-2017       | Dinamo Mosca    | 1D              | 0          | 0          | CR              | 0               | 0               |                    | -                  | -                  |             | -           | -           | 0      | 0      |        |
| 2017-2018       | Sivasspor       | SL              | 11         | 1          | CT              | 3               | 1               |                    | -                  | -                  |             | -           | -           | 14     | 2      |        |
| Totale carriera | Totale carriera | Totale carriera | 137        | 15         |                 | 12              | 1               |                    | 2                  | 0                  |             | 1           | 0           | 152    | 16     |        |

## Palmarès

### Club
- PFN Ligi: 2

Dinamo Mosca: 2016-2017
- Coppa di Russia: 1

Rostov: 2013-2014